# Луций Аврелий Орест (консул 126 года до н. э.)
Луций Аврелий Орест (лат. Lucius Aurelius Orestes; умер после 122 года до н. э.) — римский военачальник, государственный деятель и оратор из плебейского рода Аврелиев, консул 126 года до н. э. Подавил восстание на Сардинии. Упоминается в источниках в связи с тем, что под его началом служил юный Гай Семпроний Гракх.

## Биография
Луций Аврелий принадлежал к плебейскому роду Аврелиев, представители которого занимали курульные должности только с середины III века до н. э. и поэтому считались во II веке «новой знатью», хотя и обладали уже богатством и влиянием. Согласно Капитолийским фастам, его отец и дед носили тот же преномен — Луций. Отсюда в историографии делают вывод, что Орест был сыном консула 157 года до н. э. того же имени.
О первых этапах карьеры Луция Аврелия ничего не известно. Не позже 129 года до н. э., в соответствии с законом Виллия, он должен был получить претуру. В 126 году до н. э. Орест достиг консульства вместе с патрицием Марком Эмилием Лепидом.
Провинцией Ореста стала Сардиния, где восстали местные жители. Луций Аврелий подавил это восстание. Под его началом на Сардинии служили начинавшие тогда свои карьеры молодые аристократы Гай Семпроний Гракх (в качестве квестора) и Марк Эмилий Скавр. Источники сообщают, что армия Ореста испытывала зимой большие затруднения из-за отсутствия тёплой одежды: сардинские города отказались поставлять легионерам одежду с одобрения сената, и спасти положение смог только Гракх, который объехал провинцию и уговорил сардинцев помочь. Известно, что царь Нумидии Миципса по собственной инициативе прислал хлеб для армии Ореста — тоже из уважения к Гракху. Позже сенат, обеспокоенный ростом популярности Гая Семпрония, постановил заменить провинциальную армию, но Ореста оставить на Сардинии, чтобы там же остался и его квестор. Гракх всё-таки уехал в Рим, а Луций Аврелий задержался на Сардинии на несколько лет в качестве проконсула. Он отпраздновал свой триумф только в 122 году до н. э. О его дальнейшей судьбе ничего не известно.
Марк Туллий Цицерон пишет, что Луций Аврелий пользовался уважением как оратор. Тем не менее в его изложении имя Ореста фигурирует только в перечне «второстепенных ораторов» времён Сципиона Эмилиана и Гая Лелия Мудрого. Тексты речей Луция сохранились по крайней мере до 46 года до н. э., когда был написан трактат «Брут».
Сыном Луция Аврелия был консул 103 года до н. э. того же имени.

## В художественной литературе
Луций Аврелий Орест является одним из персонажей исторического романа Милия Езерского «Братья Гракхи».